# Hyoidellus
Hyoidellus is een geslacht van wantsen uit de familie van de Miridae (Blindwantsen). Het geslacht werd voor het eerst wetenschappelijk beschreven door Wagner in 1968.

## Soorten
Het genus bevat de volgende soorten:

- Hyoidellus laticeps (Wagner, 1958)
- Hyoidellus verticatus Wagner, 1968